# Reederochloa
Reederochloa  es un género monotípico de plantas herbáceas,  perteneciente a la familia de las poáceas. Su única especie: Reederochloa eludens Soderstrom & H.F.Decker, es originaria de México.

## Etimología
El nombre del género fue otorgado en honor de John Raymond Reeder, agrostólogo norteamericano. 